# 藤田財閥
藤田財閥（ふじたざいばつ）は、藤田伝三郎によって創設された財閥。1869年に藤田伝三郎が設立した非鉄金属・精錬等を主力とする会社である藤田組を前身とする。阪神財閥の一つ。
現在その中核はDOWAホールディングス株式会社となっている。

## 沿革
藤田は、天保12年（1841年）、長州萩（山口県萩市）で酒屋の四男として生まれた。家業は醸造業のほか、藩の下級武士に融資をおこなう掛屋を兼営していた。明治維新の動乱期に、高杉晋作に師事して奇兵隊に投じ、桂小五郎、山田顕義、井上馨、山縣有朋らと交遊関係を結んだがこの人脈がのちに藤田が政商として活躍する素因となった。
明治02年（1869年）長州藩が陸運局を廃止して大砲・小銃・砲弾・銃弾などを払い下げたとき、藤田はこれらを一手に引き受け、大阪に搬送して巨利を得る。同年、大阪で兵部大丞山田顕義から軍靴製造を勧誘されると、次兄の藤田鹿太郎、三兄の久原庄三郎（久原家を継ぐ）が相次いで来阪し、藤田三兄弟が協力して高麗橋に軍靴製造の店舗を設け、大阪を拠点として藤田伝三郎商社を設立、事業を展開する。
- 明治06年（1873年）井上馨が設立した先収会社の設立に参画する。大阪・京都間の鉄道建設工事に携わる[1][2]。兄の藤田鹿太郎と久原庄三郎が加わる[3]。
- 明治07年（1874年）伝三郎、先収会社の頭取（出資組合員）に就任[4]。
- 明治08年（1875年）伝三郎が無担保貸付を行なったことにより先収会社で内紛が起こり、陸軍省の御用の権利を与えられて商社として独立することになる[4]。
- 明治09年（1876年）井上馨の斡旋により藤田三兄弟による「協約書」(資産管理や経営内容など井上の指示に従うよう取り決めたもの)が作成され、後の藤田組の基盤がつくられる。井上の命により中野梧一が目付け役として経営参加[4]。島田組の当主邸を買収[5]。
- 明治10年（1877年）西南戦争が勃発すると征討軍の軍需物資を用立てて巨額の富を得る。伝三郎の資産は2年で数万円から200万円に急増[6]。大阪・本田に製靴製革所を設立し、ドイツ人の製靴技師を雇用[7]。
- 明治11年（1878年）大阪商法会議所創設の際、発起人の一人となる。大阪・大津間鉄道建設工事を高島嘉右衛門配下の吉山組と共同請負[8][2]。伝三郎、大阪府会議員に当選[9]。
- 明治12年（1879年）藤田組贋札事件で伝三郎は逮捕されるが、後に冤罪が判明して釈放される。福岡県田川の伊加利炭鉱を買収し、鉱砿業に進出[9]。
- 明治13年（1880年）愛媛県の市ノ川鉱山の経営に関与して鉱業に進出。大阪硫酸製造会社を創設する。大阪府知事交代により大阪府警や鎮台への独占納入を失う[8]。中野梧一退社[10]。
- 明治14年（1881年）関西貿易社設立へ参加する。同年、社名を藤田組に変更する。資本金は6万円。その内訳は藤田伝三郎3万円、藤田鹿太郎と久原庄三郎は各15000円である。朝鮮への軍靴輸出を始める[8]。
- 明治15年（1882年）琵琶湖の太湖汽船を設立する。
- 明治16年（1883年）大阪紡績初代取締役頭取に就任する。
- 明治17年（1884年）9月、政府から秋田県の小坂鉱山と十輪田鉱山の官業払い下げを受ける。この鉱山は以後藤田財閥の中核となっていく。そして、阪堺鉄道（後に南海電鉄）の設立に参画する。
- 明治18年（1885年）大阪商法会議所第二代会頭に就任する。藤田組土木部門の請負金額の総計が100万円を超える[8]。
- 明治19年（1886年）藤田組支配人に本山彦一が就任[11]。
- 明治20年（1887年）3月、土木建設業と官庁用達業を分け、渋沢栄一、大倉組の大倉喜八郎と組んで土木事業の有限責任日本土木会社を設立する。大阪商品取引所理事長に就任する。
- 明治21年（1888年）1月、山陽鉄道設立に参画する。同年、大阪毎日新聞成立に参画する。
- 明治22年（1889年）岡山県の児島湾干拓事業の認可を受ける。
- 明治25年（1892年）11月、有限責任日本土木会社解散。
- 明治26年（1893年）6月、大倉喜八郎が単独経営の大倉土木組（現・大成建設）を創設し、日本土木会社の事業は大倉土木組に継承され、藤田組の所有であった軍需・土木事業が譲渡される。12月、藤田組の本社を合名会社に改組し、合名会社藤田組としてグループ企業の中枢管理機関となる。
- 明治30年（1897年）1月、北浜銀行の設立に参画する。
- 明治32年（1899年）5月、本山彦一の下で児島湾干拓事業を開始（埋立が完了したのは昭和38年（1963年））。同時に1600町歩にも及ぶ藤田農場の開発に着手する。

この頃、小坂鉱山の事務所長であった久原房之助（久原庄三郎の四男）が鉱山事業の立て直しに成功し、経営の多角化と投機の失敗で借金が膨らんでいた藤田組を持ち直させた。この功績は誠に大である。明治38年（1905年）、久原房之助は藤田組の取締役となっていたが、藤田三兄弟が財産争いを起こして紛糾し、嫌気がさして退社した。同年、茨城県の赤沢銅山を買収して日立鉱山と改名し、久原鉱業所を設立した。そして、日立鉱山を中心に手広く事業を行って久原財閥を形成していった。やがて、これが久原の妻の兄にあたる鮎川義介によって経営されるようになり、日産コンツェルン（鮎川財閥）となっていく。ちなみに、小坂鉱山から日立鉱山に移った小平浪平は、そこで後年の日立製作所の基礎を作って足場を固めて行った。
- 明治38年（1905年）共同経営者として名を連ねていた伝三郎の甥達が相次いで独立したため、伝三郎の単独経営となる。
- 明治39年（1906年）宇治川電気設立に参画する。
- 明治44年（1911年）大阪亜鉛鉱業を設立する。
- 明治45年（1912年）伝三郎死去。長男の藤田平太郎が家業を継ぐ。児島湾埋立事業で第二区が完成し、その区域が児島郡藤田村と命名される。
- 大正04年（1915年）4月、秋田県の花岡鉱山を買収。
- 大正05年（1916年）9月、岡山県の柵原鉱山を買収。
- 大正06年（1917年）藤田銀行を設立。鉱山部門を藤田鉱業株式会社として分離する。
- 昭和03年（1928年）金融恐慌により藤田銀行が破産する。
- 昭和12年（1937年）3月、合名会社藤田組と一度分離した藤田鉱業株式会社が合併し、株式会社藤田組を設立する。
- 昭和20年（1945年）12月、同和鉱業株式会社に社名を変更。藤田鉱業株式会社を再び分離する。
- 昭和23年（1948年）藤田鉱業株式会社の名称を藤田興業株式会社に変更する。
- 昭和30年（1955年）藤田興業株式会社から藤田観光株式会社を分離する。
- 昭和32年（1957年）9月、分離していた藤田興業株式会社を合併する。
- 平成02年（1990年）1月、同和興産株式会社を合併する。
- 平成03年（1991年）4月、東京熱処理工業株式会社を合併する。サーモテック事業本部を設置する。
- 平成12年（2000年）4月、社内カンパニー制を導入する。
- 平成18年（2006年）10月、DOWAホールディングス株式会社に社名を変更し、持株会社制に移行する。事業会社DOWAメタルマイン、DOWAエコシステム、DOWAエレクトロニクス、DOWAメタルテック、DOWAサーモテックを設立する。

## 藤田組の傘下企業（1921年）
- 藤田組（資本金600万円）
  - 直系会社
    - 藤田鉱業（1917年設立・資本金3000万円）
    - 藤田銀行（1917年設立・資本金1000万円）
    - 小坂鉄道（1907年設立・資本金100万円）

  - 直営事業
    - 児島湾干拓・藤田農場経営（岡山県）
    - 長木沢製材所（秋田県）
    - 浦塩林業出張所（露領ウラジオストック）
    - 八幡屋製材所（大阪市西区）
    - 新宮林業出張所（和歌山県）
    - ダバオ麻椰子栽培所（米領フィリピン・ミンダナオ島）

  - 傍系会社
    - 大阪亜鉛鉱業（1911年設立・資本金750万円）
    - 日本軽銀製造（1916年設立・資本金100万円）
    - 神島硫酸製造所（1917年設立・資本金100万円）
    - 明治水力電気（1918年設立・資本金350万円）
    - 撫順製錬（資本金500万円）
    - 太平興業（資本金200万円）
    - 厚昌鉱業（資本金400万円・英伊資本と共に朝鮮・厚昌鉱業の経営）
    - 淄川炭鉱（1921年設立・資本金500万円）
    - 梅田製銅（1918年設立・資本金30万円）
    - 南興殖産（1918年設立・資本金530万円）
    - 摂津ゴム（1918年買収・資本金10万円）
    - 淡路製軸（1918 - 23年・資本金10万円）
    - 安治川土地（1917年設立・資本金2500万円）
    - マグネシア工業（1920年設立・資本金20万円）
    - 片上鉄道（1919年設立・資本金200万円）